# Наумовка (Томський район)
Нау́мовка (рос. Наумовка) — село у складі Томського району Томської області, Росія. Адміністративний центр Наумовського сільського поселення.

## Населення
Населення — 540 осіб (2010; 569 у 2002).
Національний склад (станом на 2002 рік):
- росіяни — 86 %